# Ревягіна
Ревя́гіна (рос. Ревягина) — присілок у складі Ішимського району Тюменської області, Росія.
Населення — 2 особи (2010, 4 у 2002).
Національний склад станом на 2002 рік:
- росіяни — 100 %